# Jata (cheval)
Sharta
Pour les articles homonymes, voir Jata.
Le Jata (dzongkha : Jata), ou Sharta, est une race de chevaux originaire d'Inde, et importée au Bhoutan. Très rare, elle est identifiée comme race ou type à part en 1999, mais ce petit cheval de montagne n'a été caractérisé qu'à la fin des années 2010, comme issu de la race indienne Bhotia.

## Histoire
Le Jata est importé depuis l'Inde,, le nom « Jata » étant traditionnellement attribué aux chevaux bhoutanais importés depuis ce pays.
En 1999, une expertise permet de retenir 4 races ou lignées de chevaux distinctes au Bhoutan, mais le Jata ne représente qu'une infime partie d'entre eux, soit 0,1 % du total. Il est retenu dans l'étude de P.B. Gurung comme l'une des quatre races locales identifiées par la population du Bhoutan en 2010, avec le Yuta, le Boeta et le Merak-Saktenpata. Lors d'une étude de caractérisation publiée en 2017, il a fait partie des sept types de chevaux rencontrés et décrits par les auteurs, mais la population s'est révélée trop faible pour permettre un travail de caractérisation.
La race a depuis été identifiée et désignée comme une population de chevaux de race Bhotia, localement adaptée au Bhoutan.

## Description
D'après l'encyclopédie Delachaux et Niestlé, ils toisent vraisemblablement moins de 1,25 m, et présentent le type solide et compact du petit cheval de montagne. Les couleurs de robe sont vraisemblablement communes. Ils ont le pied sûr en montagne, environnement auquel ils sont parfaitement adaptés.

## Utilisations
Le Jata sert essentiellement de cheval de bât, ou bien de reproducteur pour donner des mules. Le croisement d'une jument Jata et d'un baudet donne un bondeng (mulet) ; le croisement inverse, accidentel, d'une ânesse et d'un étalon, donne un dengtholong (bardot).

## Diffusion de l'élevage
Ces chevaux sont propres au Sud du Bhoutan. La race est en régression, en raison de la concurrence induite par l'usage des mules. Elle ne rencontre désormais plus les faveurs des fermiers locaux. En 2020, les effectifs sont entre 100 et 150 individus, ce qui le place parmi les races en danger critique d'extinction
L'évaluation de la FAO publiée en 2007 classe le Jata comme race propre au Bhoutan, dont le niveau de menace est inconnu. L'étude de la population équine mondiale menée par Rupak Khadka, de l'université d'Uppsala, et publiée en août 2010 pour la FAO, signale elle aussi le Jata comme race locale asiatique dont le niveau de menace est inconnu.